# Olympische Jugend-Sommerspiele 2018/Teilnehmer (Thailand)
| Gelbes Symbol für Goldmedaillen mit stilisierten Olympischen Ringen | Graues Symbol für Silbermedaillen mit stilisierten Olympischen Ringen | Braundes Symbol für Bronzemedaillen mit stilisierten Olympischen Ringen |
| ------------------------------------------------------------------- | --------------------------------------------------------------------- | ----------------------------------------------------------------------- |
| 4                                                                   | 5                                                                     | 2                                                                       |

Die Jugend-Olympiamannschaft aus Thailand für die III. Olympischen Jugend-Sommerspiele vom 6. bis 18. Oktober 2018 in Buenos Aires (Argentinien) bestand aus 54 Athleten.

## Athleten nach Sportarten

### Badminton
| Mädchen - Phittayaporn Chaiwan Einzel: Bronze Mixed: 5. Platz (im Team Delta) | Jungen - Kunlavut Vitidsarn Einzel: 5. Platz Mixed: Silber (im Team Omega) |

### Beachhandball
Jungen
- 6. Platz
- Kanokpon Seelueng
- Jeerapong Yaimueang
- Surasak Waenwiset
- Kittipong Ruksawong
- Passakorn Srinamkham
- Chaiwat Sinsuwan
- Open Kannarong
- Siriwong Watthanasiri
- Jakkapat Prathummang

### Beachvolleyball
| Mädchen - Pawarun Chanthawichai - Thatsarida Singchuea 5. Platz | Jungen - Phanupong Thanan - Phichakon Narathon 9. Platz |

### Bogenschießen
Jungen
- Aitthiwat Soithong
Einzel: 17. Platz
Mixed: Silber  (mit Agustina Giannasio  Argentinien)

### Boxen
| Mädchen - Panpatchara Somnuek Federgewicht: Gold - Porntip Buapa Leichtgewicht: Silber | Jungen - Sarawut Sukthet Fliegengewicht: Silber - Atichai Phoemsap Leichtgewicht: Gold - Weerapon Jongjoho Mittelgewicht: Bronze |

### Futsal
Mädchen
- 5. Platz
- Nuengruthai Sorahong
- Wannapa Pungpadung
- Saovapha Tranga
- Techinee Promnak
- Paerploy Huajaipetch
- Pattarawarin Nuathong
- Thidarat Sribunhom
- Yuphawadi Chadaeng
- Yodwadee Thongkham
- Ladawan Klinbunkaew

### Gewichtheben
| Mädchen - Thipwara Chontavin Schwergewicht: Silber - Supatchanin Khamhaeng Superschwergewicht: nachträglich disqualifiziert | Jungen - Natthawat Chomchuen Bantamgewicht: Silber - Sittichai Tangsut Leichtgewicht: 5. Platz |

### Golf
| Mädchen - Atthaya Thitikul Einzel: 8. Platz Mixed: Gold | Jungen - Vanchai Luangnitikul Einzel: 4. Platz Mixed: Gold |

### Inline-Speedskating
Mädchen
- Patjira Srisathitha
Kombination: 14. Platz

### Kanu
Mädchen
- Pornnapphan Phuangmaiming
Kajak-Einer Slalom: 5. Platz
Kajak-Einer Sprint: 9. Platz

### Karate
Mädchen
- Aika Okazaki
Kumite bis 53 kg: 5. Platz

### Leichtathletik
Jungen
- Potchara Petchkaew
400 m: 18. Platz

### Radsport
- Panatda Buranaphawang
- Komet Sukprasert
BMX Rennen Kombination: 7. Platz

### Rudern
Mädchen
- Premruethai Hongseethong
- Nuntida Krajangjam
Zweier: 11. Platz

### Schießen
Mädchen
- Kanyakorn Hirunphoem
Luftpistole 10 m: 4. Platz
Mixed: 13. Platz (mit Omar Abdelfatah  Ägypten)

### Schwimmen
| Mädchen - Saovanee Boonamphai 50 m Brust: 16. Platz 100 m Brust: 23. Platz | Jungen - Sarith Petchakul 800 m Freistil: 24. Platz 200 m Schmetterling: 27. Platz - Jeerakit Soammanus 100 m Schmetterling: 40. Platz 200 m Schmetterling: 35. Platz |

### Segeln
Mädchen
- Nichanan Rodthong
Kiteboarding: 11. Platz

### Sportklettern
Mädchen
- Narada Disyabut
Kombination: 16. Platz

### Taekwondo
| Mädchen - Kanrawee Sompan Klasse bis 49 kg: 9. Platz - Kanthida Saengsin Klasse bis 55 kg: Gold | Jungen - Nareupong Thepsen Klasse bis 63 kg: Silber |

### Tennis
Mädchen
- Thasaporn Naklo
Einzel: 1. Runde
Doppel: 1. Runde (mit Valentina Ivanov  Neuseeland)
Mixed: 1. Runde (mit Ali Dawani  Brunei)

### Tischtennis
| Mädchen - Jinnipa Sawettabut Einzel: 17. Platz Mixed: 17. Platz | Jungen - Yanapong Panagitgun Einzel: 25. Platz Mixed: 17. Platz |